# Clerodendrum speciosum
Clerodendrum speciosum är en kransblommig växtart som beskrevs av Dombrain. Clerodendrum speciosum ingår i släktet Clerodendrum och familjen kransblommiga växter. Inga underarter finns listade i Catalogue of Life.